# Renzo Del Carria
Renzo Del Carria (Firenze, 12 luglio 1924 – Firenze, 19 settembre 2010) è stato uno storico italiano.
Laureato in giurisprudenza, avvocato, da giovane partecipò alla Resistenza partigiana unendosi alle brigate di Giustizia e Libertà. Dal 1945 al 1960 fu iscritto al Partito Comunista Italiano, ma successivamente dimostrò simpatie per i movimenti maoisti, iniziando una ricerca storica sul revisionismo del PCI, che a sua volta influenzerà altri studiosi, come Nicoletta Misler .
Come storico si occupò principalmente delle rivolte popolari avvenute in Italia dall'unificazione fino agli anni '70 del secolo XX.  Nel 1966 pubblicò i primi due volumi del saggio Proletari senza rivoluzione, con le Edizioni Oriente, una piccola casa editrice specializzata in opere sulla rivoluzione culturale cinese e il maoismo in generale , quest'opera gli rese immediatamente notorietà, e la sua diffusione fu tale da essere ristampata due anni dopo dal medesimo editore. In esso Del Carria tracciava una storia d'Italia mettendosi nell'ottica non già della classe dirigente ma in quella delle masse subalterne, dando particolare risalto alle lotte popolari.
L'opera - nata dall'esigenza "di scrivere una storia dei vinti, che non ha mai trovato molto spazio nelle storie ufficiali" - ebbe particolare successo tra i giovani e divenne un punto di riferimento dei sessantottini italiani; di conseguenza, quando iniziarono i prodromi del movimento del Settantasette, l'editore Giulio Savelli ristampò nel 1975 il testo, nel frattempo ampliato a quattro volumi, a cui in seguito nel 1977 se ne aggiunse un quinto arrivando a coprire storicamente fino al 1975. Anche se non mancarono le polemiche (Del Carria venne accusato da Mimmo Franzinelli  di utilizzare solo fonti parziali e di seconda mano, mentre secondo Silverio Corvisieri si trattava di un "ottimo lavoro" ), Proletari senza rivoluzione ebbe una vasta distribuzione assicurando una certa popolarità tra gli esponenti della sinistra extraparlamentare del periodo.
Nella seconda metà degli anni Ottanta, con la scomparsa della militanza politica lo storico cambiò le sue posizioni politiche  arrivando a sostenere posizioni federaliste : fu tra i fondatori dell'Alleanza Toscana, divenuta poi Lega Toscana, antesignano della Lega Nord cui aderì fin dalla sua nascita. Con questa si candidò due volte: alle elezioni regionali toscane del 1990 e alle politiche del 1994 (presentandosi al Senato col Polo delle Libertà nel collegio Firenze Nord), in ambedue le circostanze non riuscì ad essere eletto. Ormai orientato verso il federalismo, nel 2001 diede alle stampe Le piccole patrie e il caso toscano: la Toscana dei comuni federati. Sposato con Vanna Sebastiani e padre di tre figli, morì il 19 settembre 2010.

## Opere
- Renzo Del Carria,Palermo 1866: una insurrezione senza speranza, Rivista Storica del Socialismo, n. 27, La Nuova Italia, 1966
- Renzo Del Carria, Proletari senza rivoluzione. Storia delle classi subalterne italiane dal 1860 al 1950, Vol 1-2, Edizioni Oriente, Milano, 1966
- Renzo del Carria,Guerre di Popolo nel Mondo- Atlantino geografico - politico e cronologia della guerra di popolo nel mondo al 1968, Edizioni Oriente, 1969
- Renzo Del Carria,Elezioni della borghesia , Edizioni di Ideologia, 1972
- Renzo Del Carria,Elezioni e lotta di classe - Un saggio introduttivo con i confronti antologici da A.Bordiga, A.Pannekoek, N.Lenin, H.Gorter., Casa Editrice G.D'Anna, Messina-Firenze, 1976
- Renzo Del Carria,Malgrado tutto - Teorie e pratica della concezione marxista dello stato, Savelli editori, 1980
- Renzo Del Carria, Brot, Arbeit, Freiheit, Suhrkamp Verlag KG, 1982
- Renzo Del Carria,Il potere diffuso: i Verdi in Italia,  Edizioni del Movimento Nonviolento, 1986
- Renzo Del Carria, Claudio De Boni  Gli stati uniti d'Italia - Antologia dei Federalisti Italiani, Casa Editrice G. D'Anna, 1991
- Renzo Del Carria,Toscana nazione federale, Firenze, 1995
- Renzo Del Carria,Le piccole patrie e il caso toscano. La Toscana dei comuni federati, Editore Centro Editoriale Toscano, 2001